# 大阪市立大開小学校
大阪市立大開小学校（おおさかしりつ おおひらきしょうがっこう）は、大阪府大阪市福島区大開2丁目にある公立小学校。

## 概要・沿革
大阪市第三西野田尋常小学校（現在の大阪市立吉野小学校）および大阪市第四西野田尋常小学校（のち大阪市新家国民学校。廃校）の校区を再編し、1920年10月25日に北区（1925年此花区、1943年福島区）西野田地区で5番目の小学校・大阪市第五西野田尋常小学校として北区西野田大開町（現在地）に創立した。
1921年には西野田実修女学校が、また1924年には第五西野田実業補習学校が、それぞれ校内に併設された。しかし両校とも1930年に廃校となった。
1941年には国民学校令の実施に伴い、大阪市大開国民学校に改称した。大阪市では従来「地域名＋創立順の番号」で名付けられていた学校名については、国民学校への改編の際に番号での校名を廃止する方針があわせて出され、大開の校名が採用された。
大阪市の国民学校では1944年以降、児童の学童疎開を実施する方針が出された。縁故疎開に頼れない児童は学校から集団疎開を実施することになり、大阪市では各行政区ごとに集団疎開先の府県を割り当てた。福島区の国民学校には広島県が疎開先に指定され、大開国民学校では深安郡竹尋村・御野村・道上村・加法村（いずれも現在の福山市）への疎開を実施している。
1947年の学制改革により、大阪市立大開小学校となった。
大開は松下幸之助の創業の地でも知られ、地域には記念碑や工場跡の説明板等があり、総合的な学習の時間等には地域の偉人として「松下幸之助」を題材にした学習が展開されることもある。

### 年表
- 1920年10月25日 - 大阪市第五西野田尋常小学校として創立。[2]
- 1941年4月1日 - 国民学校令により、大阪市大開国民学校に改称。
- 1944年 - 広島県深安郡に学童集団疎開。
- 1947年4月1日 - 学制改革により、大阪市立大開小学校に改称。
- 1963年 - 校歌制定。
- 1964年 - 大阪市緑化推進校となる。
- 1965年 - 標準服を制定。
- 1971年 - 「第8回全国花いっぱい学校コンクール」で最優秀賞・総理大臣賞を受賞。
- 1972年 - 校庭開放モデル校となる。
- 1979年 - 大阪市教育委員会から、図画工作科の研究校に指定される（1980年度までの2年間）。
- 2001年 - 創立80周年・校舎竣工記念式典
- 2005年 - 大阪市教育委員会から「個性が輝く学校づくり」の研究校に指定される（2007年度までの3年間）。
- 2011年 - メダカ池が拡張され学校ビオトープが作られる。
- 2015年 - 大阪市教育委員会から、学校教育ICT活用事業モデル校に指定される。(2018年度まで)
- 2016年 - 校庭が一部芝生化される。

## 通学区域
- 大阪市福島区[3]
  - 大開1 - 3丁目、4丁目（1番）

卒業生は大阪市立野田中学校に進学する。

## 交通
- Osaka Metro千日前線 野田阪神駅6号出口 西へ約400m。
- 阪神本線 野田駅 西へ約500m。
- JR東西線 海老江駅 南西へ約600m。
- 大阪環状線 野田駅 北西へ約750m。
- 大阪シティバス 福島区役所前 北西へ約100m。